# Thuyết biến họa

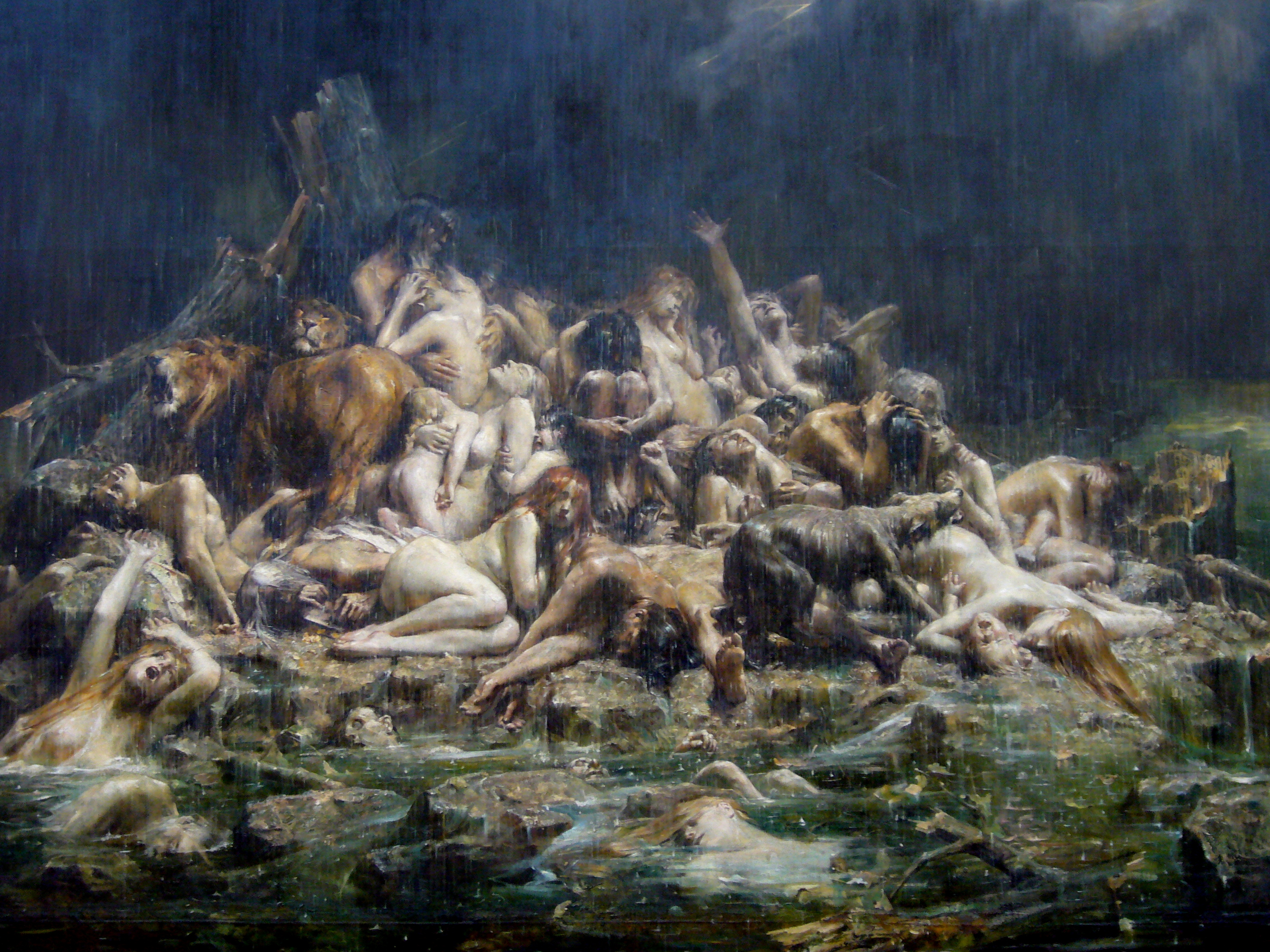
Đại hồng thủy Nô-ê: Tranh mô tả của Léon Comerre (Bảo tàng Nghệ thuật Nantes).

Thuyết biến họa hay thuyết tai biến (tiếng Anh: catastrophism; tiếng Pháp: catastrophisme) là lý thuyết khoa học cho rằng Trái đất cũng như sinh giới phần lớn được hình thành bởi các thảm họa lớn có quy mô toàn cầu. Những thảm họa này chủ yếu là các biến đổi địa chất, biến đổi khí hậu, lũ lụt lớn cùng với sự hình thành nhiều dãy núi lớn. Thực vật và động vật sống ở những nơi có thảm họa như vậy đều đã bị tuyệt chủng, sau đó được thay thế bởi các dạng sinh vật mới mà hóa thạch của chúng được xác định tại các địa tầng địa chất. Một trong những thảm họa như thế là trận lụt của Nô-ê, theo tường thuật trong Kinh thánh.
Khái niệm này dịch từ tiếng Pháp "catastrophisme" lần đầu tiên được phổ biến bởi nhà động vật học người Pháp Georges Cuvier, một nhà giải phẫu học và cổ sinh vật học nổi tiếng thế giới cuối thế kỉ XVIII.

## Lược sử
- Georges Cuvier nghiên cứu nhiều hóa thạch cổ và nhận thấy rằng rất nhiều mẫu vật ông có trong hồ sơ hóa thạch của mình không hề thấy ở bất kì nơi nào trên Trái đất. Do đó, ông suy đoán rằng thảm họa gây ra sự tuyệt chủng gần đó nhất ở Âu - Á là ngập lụt lớn ở vùng trũng, tuy nhiên ông không hề đề cập đến trận lụt của Nô-ê. Ông cũng không bao giờ đề cập đến sự sáng tạo của thần thánh. Cuvier tuy chịu ảnh hưởng bởi tư tưởng Khai sáng, nhưng ông cũng chịu ảnh hưởng của cuộc cách mạng Pháp thời đó, nên đã tránh suy đoán tôn giáo hoặc siêu hình trong các bài viết khoa học của mình. Cuvier tin rằng các biến đổi địa tầng đã gây ra phần lớn thảm họa kiểu này, đồng thời cho rằng các sự kiện tự nhiên lặp lại theo chu kì ổn định trong lịch sử Trái đất, từ đó ông ước đoan rằng Trái đất phải vài triệu năm tuổi.[3][4][5]
- Tuy nhiên, "lý thuyết" của ông lại được trình bày khác đi ở Anh, nơi mà Thần học tự nhiên luận có ảnh hưởng mạnh mẽ hồi đó. William Buckland và Robert Jameson đã giải thích công trình của Cuvier theo cách khác đi ít nhiều, nhất là họ "liên kết" với   trận lụt trong Kinh thánh và cả thảm họa băng hà do Louis Agassiz chủ trương. Do đó, "lý thuyết" của Cuvier lan rộng.[6]
- Những lý thuyết giải thích sự hình thành đá trầm tích và các biến đổi địa chất rộng lớn đã được tìm thấy trong bài viết của James Hutton - cha đẻ của địa chất học thế kỷ XVIII. Đầu thế ki XIX, nhà địa chất học nổi tiếng Charles Lyell đã xây dựng dựa trên tư tưởng của Hutton lý thuyết về Nguyên tắc địa chất (xuất bản vào khoảng năm 1830) và cả lý thuyết về các trận đại hồng thủy.[7][8]

## Nội dung tóm tắt

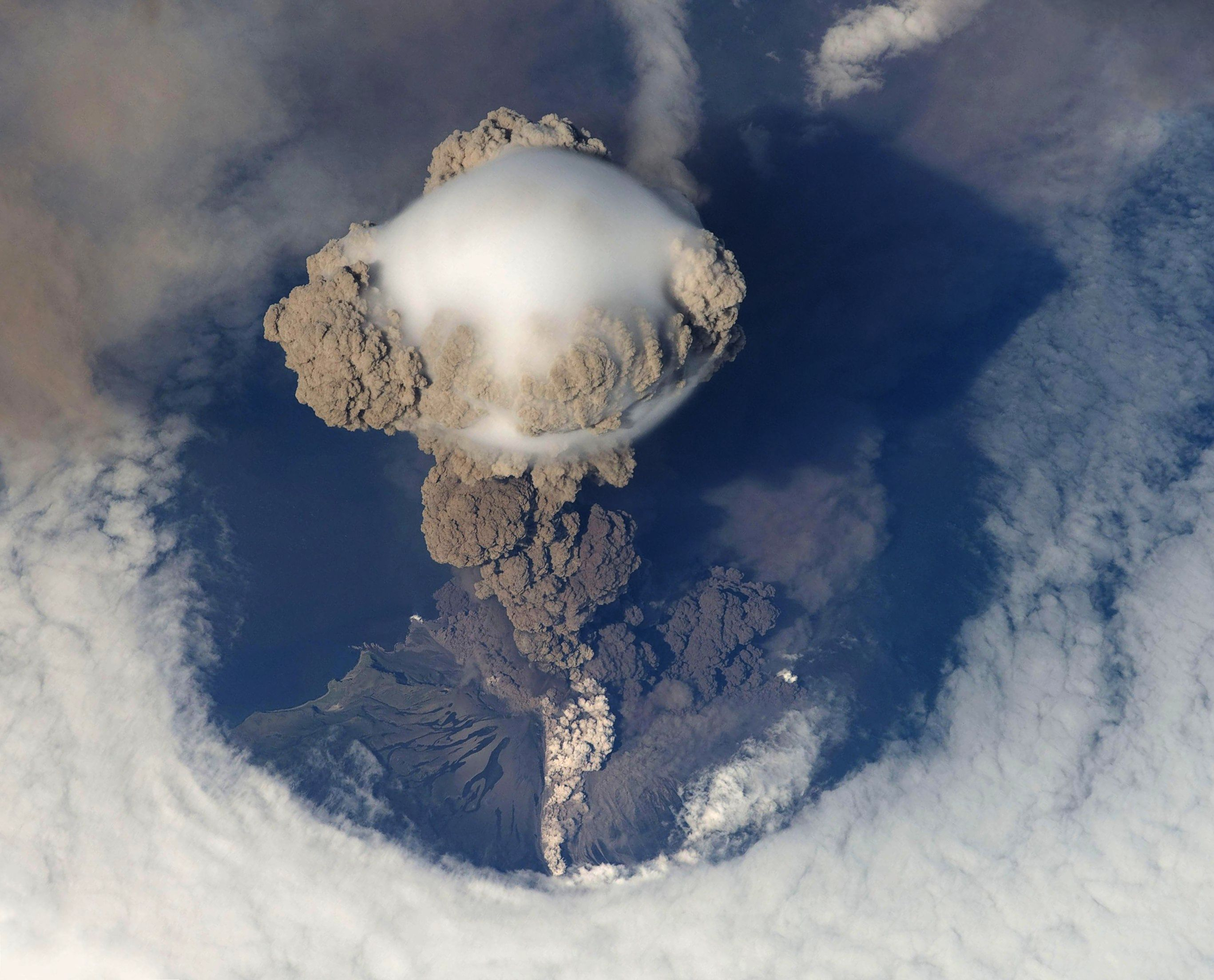
Núi lửa Sarychev Peak phun trào vào ngày 12 tháng 6 năm 2009, trên đảo Matua.

Tai biến luận là lý thuyết về địa chất học hơn là về sinh học tiến hóa. Nó dựa vào những thay đổi trong vỏ trái đất trong quá khứ dẫn đến sự thay đổi của sinh giới. Tuy nhiên, vì sao và như thế nào mà biến đổi địa chất lại dẫn đến biến đổi sinh giới, làm xuất hiện những loài mới, thì lý thuyết này lại không nêu rõ được.
Sau đó, lý thuyết này được coi như là một giả thuyết hơn là một học thuyết, nên dần bị "gạt sang một bên".

## Vai trò của thảm họa trong tiến hóa sinh giới
- Tuy tai biến luận bị bác bỏ, nhưng các thảm họa ảnh hưởng đến sinh giới đã, đang và sẽ vẫn còn xảy ra. Ví dụ, thảm họa thiên thạch tấn công vào cuối Đại Trung sinh, kết hợp với sự chia cắt dần dần của siêu lục địa Pangea, đã dẫn đến sự tuyệt chủng của khủng long, hầu hết các loài bò sát biển và nhiều dạng sống khác. Gần đây là trận động đất ở Nhật Bản năm 2011 đã làm hệ động vật và hệ thực vật địa phương (Nhật Bản) lan qua Thái Bình Dương trên các mảnh kiến tạo nhỏ bị vỡ do động đất và  sóng thần tạo ra. Những hiện tượng này chứng minh vai trò không thể chối cãi của các thảm họa thiên nhiên.[11]
- Theo thuyết tiến hóa tổng hợp hiện đại, thảm họa (kể cả của tự nhiên hay do con người gây ra) đều dẫn đến:[12][13]
  - Sự biến đổi đột ngột và vô hướng tần số của các Alen và kiểu gen trong quần thể.
  - Các Alen hoặc kiểu gen có lợi lại bị đào thải không phải do chọn lọc tự nhiên; còn các alen hoặc kiểu gen có hại lại được tình cờ giữ lại và tăng cường.
  - Tạo ra hiện tượng "Thắt cổ chai quần thể", thường làm giảm sút tính đa hình di truyền của các loài sinh vật bị thảm họa tác động.
  - Tạo ra hiện tượng "Phiêu bạt di truyền", gây ra phát tán các Alen qua dòng gen hay di cư và nhập cư.